# 克萊鎮區 (印地安納州摩根縣)
克萊鎮區（英語：Clay Township）是位於美國印地安納州摩根縣的一個行政鎮區。

## 地方資料
根據2010年美國人口普查的數據，克萊鎮區的面積為58.50平方千米，當中陸地面積為57.80平方千米，而水域面積為0.50平方千米。當地共有人口4292人，而人口密度為每平方千米73.37人。